# Echeveria strictiflora
Echeveria strictiflora é uma espécie de planta pertencente à família Crassulaceae, nativa do Texas.